# Klymenos (syn Oinea)
Klymenos (starořecky Κλύμενος, latinsky Clymenus) je v řecké mytologii syn kalydónskeho krále Oinea a jeho manželky Althaie.
Klymenos, syn Oinea, je znám pouze ze záznamu antického autora Apollodora z Athén, který uvádí, že měl bratry Meleagra, Toxea a Thyrea a sestry Gorge a Déianeiru.